# 凤冈镇
凤冈镇，是中华人民共和国江西省抚州市宜黄县下辖的一个乡镇级行政单位。

## 行政区划
凤冈镇下辖以下地区：
东门路社区、学前街社区、南门路社区、西马路社区、北门路社区、西门路社区、北关村、附东村、桥头村、河东村、澄源村、大鹿村、仙三都村、池南村、马停桥村、龙和村、新斜村、东排村、龙井村、官仓村、陈坊村、岱塘村、桥下村、集贤村、中渡村和新中村。